# Protorthodes antennata
Protorthodes antennata là một loài bướm đêm trong họ Noctuidae.